# Associate Degree
Associate Degree ist die Bezeichnung für den Abschluss eines US-amerikanischen oder kanadischen Community College (meist staatlich) oder Junior College (meist privat). Dieser Abschluss wird nach einem typischerweise zweijährigen Studium erreicht. Auch einige four-year colleges vergeben diesen Abschluss. In diesem Falle handelt es sich meist um sogenannte 2+2 programs bei denen die Studenten nach zwei Jahren Studium einen Associate-Degree und nach weiteren zwei Jahren einen Bachelor-Abschluss erhalten. Der Associate-Degree gilt in den USA als akademischer Grad, ist aber in anderen Ländern, besonders in Europa, nicht als Hochschulabschluss anerkannt.
In der jüngsten Zeit haben auch Hongkong, Australien und die Niederlande Associate-Degrees eingeführt.

## Der „Associate Degree“ in den USA

### Typen von „Associate Degrees“
Der amerikanische Associate Degree kann in drei Kategorien eingeteilt werden.
Der Associate of Applied Science Degree wird in stärker anwendungsorientierten Studiengängen vergeben. Einige Colleges vergeben in solchen Studiengängen auch Abschlüsse in der Form Associate of/in … mit Angabe der Studienrichtung. Die angebotenen Fächer orientieren sich oft an den Anforderungen der lokalen Wirtschaft. Im Vergleich zu Associate of Arts/Science Degrees erfordern solche Studiengänge weniger allgemein bildende Kurse, dafür aber mehr Studienleistungen im jeweiligen Hauptfach. Solch anwendungsorientierte Studiengänge führen in die Berufstätigkeit (berufsbezogenes Terminal Programm).
Die möglichen Studienrichtungen können den folgenden sechs Hauptbereichen zugeordnet werden:
- business and commerce technologies (kaufmännischer Bereich)
- data processing technologies (IT-Bereich)
- health services/paramedical technologies (gesundheitlicher Bereich)
- mechanical/engineering technologies (technischer Bereich)
- natural science technologies (naturwissenschaftlich-technischer Bereich)
- public service-related technologies (verwaltungstechnischer Bereich)

Der Associate of Arts Degree wird als Abschluss von Studienprogrammen in den Fächern Social Sciences (Sozialwissenschaften), Humanities (Geisteswissenschaften) und General Studies vergeben. Diese Programme können einerseits sogenannte terminal degrees sein. Diese führen die Absolventen in die Berufstätigkeit. Die Studienleistungen eines solchen terminal degrees werden aber bei einem späteren Bachelor-Studium nicht oder nur zum Teil für dieses angerechnet. Andererseits gibt es sogenannte transfer programs. Solche Programme ermöglichen den Absolventen die Weiterführung ihres Studiums in einem Bachelor-Studiengang an einem four-year college. Dies wird durch Kooperationsabkommen zwischen den community/junior colleges und einzelnen Vier-Jahres-Colleges oder Universitäten sichergestellt. Da die Studiengebühren an Community Colleges meist sehr viel geringer sind als an anderen amerikanischen Hochschulen, sind diese Programme bei Studenten aus sozial schwächeren Familien sehr beliebt, um Studiengebühren zu sparen.
Der Associate of Science Degree ist der Abschluss in den Fächern Mathematics (Mathematik), Natural Sciences (Naturwissenschaften) und Technology (Technik). Auch in diesen Fächern gibt es sowohl terminal programs als auch transfer programs.

### Liste möglicher Abschlussbezeichnungen
Associate Degrees können eine ganze Reihe unterschiedliche formale Abschlussbezeichnungen besitzen.
Im Allgemeinen folgen sie dem Format: Associate of/in [Bezeichnung der Spezialisierung], bzw. Associate of Applied [Bezeichnung der Spezialisierung]. Daraus ergibt sich z. B. folgendes Zertifikat: Associate Engineer in Information and Computer Systems.
Es folgen einige Beispiele incl. ihrer Abkürzungen:
- AA – Associate of Arts
- AAA – Associate of Applied Arts
- AAB – Associate of Applied Business
- AAS – Associate of Applied Science oder Associate of Arts and Sciences
- AAT – Associate of Arts in Teaching
- ABA – Associate of Business Administration
- ABS – Associate of Baccalaureate Studies
- ADN – Associate Degree in Nursing
- AE – Associate of Engineering oder Associate in Electronics Engineering Technology
- AES – Associate of Engineering Science
- AET – Associate in Engineering Technology
- AF – Associate of Forestry
- AFA – Associate of Fine Arts
- AGS – Associate of General Studies
- AIT – Associate of Industrial Technology
- AN – Associate of Science in Nursing
- AOS – Associate of Occupational Studies
- APE – Associate of Pre-Engineering
- APS – Associate of Political Science oder  Associate of Public Service
- AS – Associate of Science
- ASPT-APT – Associate in Physical Therapy
- AT – Associate of Technology

Diese Liste führt die häufigsten Bezeichnungen auf, erhebt aber keinen Anspruch auf Vollständigkeit. Zu beachten ist auch, dass diese Bezeichnungen keineswegs standardisiert sind. Beispielsweise kann ein Studiengang an einem College zum Abschluss Associate of Science führen und ein inhaltlich identischer Studiengang an einem anderen College zum Abschluss Associate of Applied Science. Das liegt auch daran, dass einige US-Bundesstaaten durchaus die Abschlussbezeichnungen (und zum Teil auch Inhalte) für bestimmte berufsorientierte Studiengänge an Community Colleges festgelegt haben; aber diese Festlegung gilt immer nur innerhalb des jeweiligen Bundesstaates und kann sich daher von Staat zu Staat unterscheiden.

### Regelstudienzeit
Die Regelstudienzeit für den Associate Degree beträgt im Vollzeitstudium meist zwei Jahre, selten auch drei Jahre (z. B. Nursing), nach Abschluss der High School. Es ist nicht ungewöhnlich, dass Studenten länger als zwei Jahre brauchen, um diesen Abschluss zu erreichen. Das liegt sowohl an den recht verbreiteten Teilzeitstudien als auch daran, dass Community Colleges meist eine sogenannte open admission policy haben. Das bedeutet, dass sich auch Studenten einschreiben können, die kein High School Diploma besitzen. Diese müssen sich dann aber erst einmal das ihnen fehlende Wissen über Brückenkurse aneignen. Dadurch verlängert sich die Studienzeit entsprechend.

### Statistische Daten über verliehene Associate degrees
Die Zahl der verliehenen Associate Degrees ist in den USA in den 1970ern rapide gestiegen. Im Studienjahr 1981–1982 wurden 434,515 Associate Degrees verliehen. Das entspricht einem Anstieg von 25 % im Vergleich zum Studienjahr 1973–1974. Der Anstieg erklärt sich ausschließlich durch die Zahl der berufsorientierten Associate Degrees. Der prozentuale Anstieg in diesem Zeitraum bezogen auf die Hauptstudienbereiche betrug:
- data processing technologies (225 %)
- mechanical and engineering technologies (86 %)
- business and commerce technologies (39 %)
- health services and paramedical technologies (31 %)
- natural sciences technologies (30 %)
- arts and sciences or general programs (−4,5 %)
- public service-related technologies (−7 %)

In absoluten Zahlen wurden 1981–1982 158.000 transfer degrees und 276.493 berufliche Associate Degrees verliehen. Von den beruflichen Abschlüssen waren:
- 35 % im Bereich business and commerce technologies
- 22 % im Bereich health services and paramedical technologies
- 21 % im Bereich mechanical and engineering technologies
- 9 % im Bereich public service-related technologies
- 8 % im Bereich data processing technologies und
- 5 % im Bereich natural science technologies

Seit dem Studienjahr 1976–1977 werden über 50 % der Associate Degrees in den USA an Frauen verliehen. Die meisten dieser Abschlüsse waren aus den Bereichen health services, business and commerce technologies und public service-related technologies. Im Studienjahr 1981–1982 verteilten sich die von Frauen erzielten beruflichen Abschlüsse folgendermaßen auf die entsprechenden Studienbereiche:
- 88 % der Abschlüsse im Bereich health services and paramedical technologies (verglichen mit 89 % 1971–1972)
- 65 % der Abschlüsse im Bereich business and commerce technologies (verglichen mit 47 % 1971–1972)
- 52 % der Abschlüsse im Bereich public service-related technologies (verglichen mit 38,6 % 1971–1972)
- 50 % der Abschlüsse im Bereich data processing technologies (verglichen mit 30 % 1971–1972)
- 41 % der Abschlüsse im Bereich natural science technologies (verglichen mit 24 % 1971–1972)
- 9 % der Abschlüsse im Bereich mechanical and engineering technologies (verglichen mit 2 % 1971–1972)

Von den Transfer-Abschlüssen im Studienjahr 1981–1982 wurden 54 % an Frauen verliehen (verglichen mit 43 % 1971–1972).

## Der Associate Degree in Australien
Im Jahr 2004 wurde der Abschluss Associate Degree durch die australische Regierung (vom Department of Education, Science and Technology) dem Australian Qualifications Framework (der offiziellen Auflistung der Qualifikationen des australischen Bildungssystems) hinzugefügt. Dieser neue Abschluss gilt als Alternative zu akademisch orientierten advanced diploma courses. Er entspricht also am ehesten den transfer degrees im US-amerikanischen Bildungssystem. Bis zum jetzigen Zeitpunkt gibt es aber nur eine sehr kleine Anzahl dieser neuen Abschlüsse.

## Der Associate Degree in Hongkong
In Hongkong wurde im Jahr 2000 der Abschluss Associate Degree eingeführt. Dieser ersetzte den alten Abschluss Higher Diploma, einen zweijährigen, berufsorientierten Abschluss. Verliehen wird dieser Abschluss von so genannten affliated colleges in Kooperation mit Universitäten. Eine Weiterführung des Studiums in einem Bachelor-Studiengang der jeweiligen Universität ist möglich.

## Der Associate Degree in den Niederlanden
Von 2005 bis 2011 wurde der Associate Degree in einem Pilotprojekt getestet. Seit dem September 2013 ist der Associate Degree ein Bestandteil der Hochschulausbildung und als akademischer Titel (HBO-graad) anerkannt. Nach Abschluss des Associate Degrees kann man in den Bachelorstudiengang der jeweiligen Fachrichtung einsteigen und nach zwei weiteren Jahren (4-jähriger Bachelor) seinen Bachelorabschluss erlangen.

## Der Associate Degree in der Türkei
Im türkischen Hochschulwesen wurde im Zuge des Bologna-Prozesses ein Studiengang namens Ön Lisans/Önlisans eingeführt, der dem amerikanischen Vorbild des Associate Degree nachempfunden ist und von türkischen Hochschuleinrichtungen offiziell mit dem Synonym Associate Degree bzw. Associate's Degree bezeichnet wird. Die zweijährigen Studiengänge werden von den Berufshochschulen (Meslek Yüksekokulu) angeboten, die an größere türkische Universitäten angeschlossen sind, sowie von der Fakultät für Fernstudiengänge (Açıköğretim Fakültesi). Nach Abschluss dieses Studiums ist auch ein sogenannter vertikaler Quereinstieg (dikey geçiş) in ein türkisches Bachelorstudium mit einer Regelstudienzeit von 4 Jahren oder mehr möglich, wobei hierfür in bestimmten Fällen eine Zulassungsprüfung bestanden werden muss.

## Anerkennung in Deutschland
In Deutschland werden Associate Degrees nicht als Hochschulabschluss anerkannt. Wenn ein solcher Abschluss eine gewisse vorgeschriebene Fächerbreite besitzt, kann er als äquivalent zur deutschen allgemeinen Hochschulreife anerkannt werden und so den Zugang zum Studium an einer deutschen Universität ermöglichen. Dies trifft meist auf die Abschlüsse Associate of Science und Associate of Arts zu, die eine Fächerkombination beinhalten, die zu einem Transfer Program führt. Beruflich orientierte Associate Degrees werden dagegen oft als äquivalent zu einem entsprechenden Berufsabschluss im Dualen System oder als Abschluss einer Fachschule angesehen (berufsbezogenes Terminal Programm).